# Astrid Carolina Herrera
Astrid Carolina Herrera (Caracas, 1963. június 23. –) venezuelai modell és színésznő.

## Élete és pályafutása
1961. június 23-án született Caracas-ban Odelia Irrazábal és David Herrera negyedik gyermekeként. Öt testvére van: Odelia, Manuel, David, Adriana és Scarlet.
1984-ben Miranda államot képviselte a Miss Venezuela szépségversenyen, ahol második helyezett lett Carmen María Montiel mögött. A versenyen elnyerte a Miss Photogenic különdíjat. Ebben az évben megnyerte a Miss World szépségversenyt.
1987-ben 3 éves szerződést kötött a RCTV-vel. (A színjátszás alapjait Amalia Pérez Díaz mellett sajátította el.) Első szerepét a Mi amada Beatriz című telenovellában játszotta. Az RCTV-vel kötött szerződése lejárta után csatlakozott a Marte TV-hez, ahol az Emperatriz és a La loba herida című telenovellában játszhatott. Ezután a Venevisiónnál a Las dos Dianas-ban szerepelt.
1998-ban feleségül ment Edgar Padrónhoz, ám házasságuk csak három évig tartott. 2001-ben a baseball-játékos Antonio Álvarez felesége lett, de ez a házasság is válással végződött.
2002-ben visszatért az RCTV-hez, ahol megkapta Altagracia del Toro szerepét a Júdás asszonyában.

## Filmográfia
- Mi amada Beatriz (1987) ... Estefanía
- La pasión de Teresa (1987) ... Teresa
- Alma mía (1988) ... Alma Rosa
- Abigail (1988) ...  Amanda
- Emperatriz (1990) ... Endrina/Eugenia
- La loba herida (1992) ... Álvaro, Isabel és Lucero
- Las dos Dianas (1992) ... Jimena
- Divina obsesión (1992)
- Morena Clara (1993-1994) ... Clara Rosa Guzmán
- El manantial (1996)... Eva Maria Sandoval.
- Csábítás (2000) ... La Perla
- Secreto de amor (2001) Yesenia Roldán
- Júdás asszonya (2002) ... Altagracia del Toro
- Engañada (2003)
- Az élet gyönyörű oldala (2004) ... Raiza Alarcón de Lombardi
- Decisiones (epizód: Amantes) (2007)... Lucrecia
- Arroz con leche (2007)... Abril
- La Viuda Joven (2011) ... Ivana Humboldt
- Misterios de Familia (2014) ... Valeria Garrido